# کوین پانگوس
کوین پانگوس (انگلیسی: Kevin Pangos؛ زادهٔ ۲۶ ژانویهٔ ۱۹۹۳) بازیکن بسکتبال اهل کانادا است.
از باشگاه‌هایی که در آن بازی کرده‌است می‌توان به باشگاه بسکتبال بارسلونا، المپیا میلان، کلیولند کاوالیرز، و باشگاه بسکتبال گرن کاناریا اشاره کرد.
وی در مسابقات کشوری و بین‌المللی در مجموع برندهٔ ۳ مدال برنز شده‌است.